# 新潟県立新潟向陽高等学校
新潟県立新潟向陽高等学校（にいがたけんりつ にいがたこうようこうとうがっこう）は、新潟県新潟市江南区亀田向陽四丁目にある県立高等学校。

## 沿革
- 1973年11月28日 - 新潟県より設置認可。
- 1974年4月1日 - 新潟県立新潟向陽高等学校として、普通科6学級で開校。新潟市立石山中学校で授業・校務を行う。
- 1975年
  - 4月7日 - 中蒲原郡亀田町亀田（現：江南区亀田向陽）の新校舎に移転。
  - 5月17日 - 校旗樹立式挙行。
- 1976年
  - 10月26日 - 校歌発表。
  - 10月31日 - 体育館竣工。
- 1998年7月31日 - ボクシング練習場竣工。
- 1999年2月15日 - 小体育館大規模改修工事竣工。
- 2000年11月28日 - 大体育館大規模改修工事竣工。
- 2003年
  - 10月2日 - 普通教室棟改修・補強工事竣工。
  - 11月2日 - 創立三十周年記念式典挙行。
- 2020年4月1日 - 単位制導入、募集学級普通科5学級。

## 校歌
- 『新潟県立新潟向陽高等学校校歌』 - 作詞：藤田圭雄、作曲：矢代秋雄[1]

## 交通
- JR信越本線 亀田駅東口より徒歩8分

### 周辺
隣接して新潟明訓中学校・高等学校や新潟県立江南高等特別支援学校が立地する。

## 学校行事
- 4月 - 入学式
- 5月 - 中間考査
- 6月 - 体育祭
- 7月 - 期末考査
- 9月 - 2年修学旅行、1年企業、学校見学
- 10月 - 中間考査
- 11月 - 向陽祭
- 12月 - 期末考査
- 1月 - 1年スキー教室
- 2月 - 学年末考査
- 3月 - 卒業式

## 著名な出身者
- 渡洋史（俳優、声優）
- 仲川翔大 (プロレスラー)